# Тест включённых фигур
Тест включённых фигур (англ. Embedded Figures Test, EFT) — психологический перцептивный тест, оценивающий параметры когнитивного стиля полезависимости — поленезависимости личности, разработан американским психологом Германом Уиткиным в 1954 году на основе широко известных фигур К. Готтшальдта.
В данном тесте измеряется степень влияния структуры сложного изображения (или поля) на эффективность поиска нужной фигуры. Предполагается, что когнитивный стиль полезависимости — поленезависимости отражает индивидуальные способности человека вычленять отдельную фигуру из контекста, не отвлекаясь на посторонние факторы, мешающие извлечению нужной информации.

## История
С начала XX столетия тест включённых фигур использовался для измерения процессов восприятия и решения задач. Герман Уиткин (1902—1991) предложил идею тесной связи между особенностями решения перцептивных задач и личностными характеристиками, тем самым расширив применение теста включённых фигур в области психологии личности. Так, люди, которые получают относительно низкие баллы по тесту включённых фигур, могут быть описаны как полезависимые: их привлекает общая структура фигуры, а не её отдельные компоненты. Напротив, люди, которые достигают более высоких баллов в тесте, могут быть описаны как независимые от поля, так как они могут быстрее и точнее опознать фигуру, включённую в структуру фона.

## Методика проведения теста
Основной задачей участника является как можно быстрее обнаружить и указать на одну из пяти простых эталонных фигур, замаскированную в сложную структуру фонового изображения. Всего последовательно предъявляется тридцать сложных изображений и фиксируется общее время выполнения задания, а также количество ошибок. Как правило, на поиск простой фигуры отводится три минуты. Быстро и точно найденные фигуры отражают когнитивный стиль поленезависимости, а более медленное и ошибочное выполнение задачи — когнитивный стиль полезависимости.
Индекс полезависимости — поленезависимости рассчитывается по следующей формуле: количество правильных ответов/общее время в минутах. Считается, что индивидуум обладает поленезависимым стилем при индексе ≥ 2,5, и полезависимым — при индексе ≤ 2,5.
В настоящее время существует групповая версия теста включённых фигур (англ. The Group Embedded Figures Test (GEFT)), а также детская версия, в которой сложная фоновая фигура может быть связана с личностным смыслом (например, коляска, в которой искомый треугольник спрятан в капюшоне).

## Значимость
Тест включённых фигур, как и другие методики, разработанные Г. Уиткиным для исследования взаимосвязи полезависимости-поленезависимости с различными психологическими характеристиками личности, позволил ему сделать вывод об универсальности когнитивного стиля, выявляющего уровень психологической дифференцированности человека или, в широком смысле, уровень его развития.